# (19261) 1995 MB
(19261) 1995 MB est un astéroïde de la ceinture principale de 7,299 km de diamètre découvert en 1995.

## Description
(19261) 1995 MB a été découvert le 21 juin 1995 à l'observatoire de Siding Spring, situé près de Coonabarabran, en Nouvelle-Galles du Sud, en Australie, par Robert H. McNaught.

### Caractéristiques orbitales
L'orbite de cet astéroïde est caractérisée par un demi-grand axe de 2,41 UA, un périhélie de 1,87 UA, une excentricité de 0,22 et une inclinaison de 26,32° par rapport à l'écliptique. Du fait de ces caractéristiques, à savoir un demi-grand axe compris entre 2 et 3,2 UA et un périhélie supérieur à 1,666 UA, il est classé, selon la JPL Small-Body Database, comme objet de la ceinture principale.

### Caractéristiques physiques
(19261) 1995 MB a une magnitude absolue (H) de 12,7 et un albédo estimé à 0,354, ce qui permet de calculer un diamètre de 7,299 km. Ces résultats ont été obtenus grâce aux observations du Wide-Field Infrared Survey Explorer (WISE), un télescope spatial américain mis en orbite en 2009 et observant l'ensemble du ciel dans l'infrarouge, et publiés en 2014 dans un article présentant les résultats concernant 2 835 astéroïdes de la ceinture principale.